# ウィルコクソンの符号順位検定
ウィルコクソンの符号順位検定（ふごうじゅんいけんてい、英: Wilcoxon signed-rank test）は一対の標本によるノンパラメトリック検定法である。対応のあるt検定に対応し、対応のあるt検定で必要とされる仮定が満たされない場合に用いる。ウィルコクソン（Frank Wilcoxon、1892-1965）によって「ウィルコクソンの順位和検定」（マン・ホイットニーのU検定に同じ）とともに開発された。

## 方法
全2n 回の観察で、n 個の対象に対し各2回の観察を行うとする。iで各対象を表し、iに対する1回目の測定値を {\displaystyle x_{i}} 、2回目の測定値を {\displaystyle y_{i}} とする。
次のように仮定する。
1. {\displaystyle i=1,\ldots ,n}に対し {\displaystyle Z_{i}=Y_{i}-X_{i}} とする。各差 {\displaystyle Z_{i}} は互いに独立とする。
2. 各{\displaystyle Z_{i}} は連続的母集団（同じでなくてよい）に由来し、共通の中央値{\displaystyle \theta } に関して対称とする。

帰無仮説{\displaystyle H_{0}} を{\displaystyle \theta =0} とする。絶対値{\displaystyle |Z_{1}|,\ldots ,|Z_{n}|} を順番に並べ、各{\displaystyle |Z_{i}|} の順位を{\displaystyle R_{i}} として、これからウィルコクソンの符号順位統計量{\displaystyle W^{+}} を計算する。{\displaystyle \phi _{i}=I(Z_{i}>0)} （ただし{\displaystyle I(.)} は指示関数、すなわち{\displaystyle Z_{i}>0}のとき {\displaystyle I(Z_{i})=1}、{\displaystyle Z_{i}=<0}のとき {\displaystyle I(Z_{i})=0}）とする。ウィルコクソンの符号順位統計量 {\displaystyle W^{+}} を
{\displaystyle W^{+}=\sum _{i=1}^{n}\phi _{i}R_{i}}
により求める。
前後2回データを収集した場合の点数（中心点が0と期待される）の差を検定するのによく用いられる。中心点と完全に一致する点数は除外し、残りの点数の中心点からの偏差の絶対値を順位化し、最小の偏差が順位1となるようにする。タイ（同順位）点数には平均順位を充てる。中心点からの正・負の両偏差ごとに順位の和を計算する。両順位和の小さい方をSとする。そしてSを順位分布の数表と比較してp値（中心点の周りに対称に分布する点数母集団から、その値以上のS値が得られる確率）を求める。
nが多くなるとSの分布は平均{\displaystyle {\dfrac {n(n+1)}{4}}}、分散{\displaystyle {\dfrac {n(n+1)(2n+1)}{24}}}の正規分布に近づくので、10より大きいnに対してはp値を求めるのに正規分布を用いることが多い。